# Lehrerfortbildung
Lehrerfortbildung bezeichnet organisierte Bildungsmaßnahmen für Lehrer, die bereits in der schulischen Praxis stehen. Sie ist ein Instrument der Personalentwicklung in Schulen. Sie grenzt sich von der Lehrerausbildung der ersten (Lehramtsstudium) und der zweiten Phase (Referendariat) als dritte Phase der Lehrerbildung ab. Unter Lehrerweiterbildung wird (häufig) eine Zusatzausbildung verstanden, die über Prüfungen und Zertifikate zu neuen Lehrbefähigungen führt. 

## Deutschland
Die Lehrerfortbildung ist, da die Aus- und Fortbildung von Lehrern Ländersache ist, in Deutschland nicht einheitlich geregelt. Neben den staatlichen Lehrerfortbildungsinstituten sowie der Schulaufsicht treten weitere öffentliche und private Träger mit eigenen Angeboten auf. Darunter sind z. B. die Hochschulen zu nennen, die neben der Lehrerausbildung der 1. Phase (Lehramtsstudium) oft auch die 3. Phase (Lehrerfortbildung) bedienen. Wenn eine Freistellung vom Dienst der Lehrer erfolgen soll, muss die angebotene Fortbildung vom Bildungsministerium anerkannt sein.
Für die Lehrerfortbildung in Deutschland gibt es Institute der Bundesländer zur Lehrerfortbildung. Sie sind im Allgemeinen den Kultusministerien nachgeordnet. Die zentralen Einrichtungen der Lehrerfortbildung werden als staatliche Akademie, Landesinstitut oder wissenschaftliches Institut für Lehrerfortbildung bezeichnet.
Aufgrund der heterogenen Struktur hat sich in Deutschland schon vor 30 Jahren eine länderübergreifende Organisation „Deutscher Verein zur Förderung der Lehrerinnen- und Lehrerfortbildung (DVLfB)“ gebildet, der in regelmäßigen Fachtagungen die zentralen Themen und Innovationsbereiche der Lehrerfortbildung und Schulentwicklung erörtert und koordiniert. Die aktuellen Fragestellungen und Diskussionen sind auf der Website zu finden. 
Es hat sich bundesweit durchgesetzt, den Berufseinstieg junger Lehrer in den ersten drei bis vier Jahren als eine eigene (3.) Lehrerbildungsphase anzusehen. In vielen Bundesländern gibt es eigenständige Qualifizierungs- und Unterstützungsangebote (von kollegialen Beratungs- und Austauschgruppen über Coaching- und Supervisionsangeboten bis hin zu spezifischen Fortbildungsangeboten). Für diese Berufseingangsphase hat sich eine bundesweite Koordinationsgruppe gebildet, die die Ausgestaltung dieser Phase mit Fachtagungen begleitet.

## Schweiz
In der Schweiz gibt es, bedingt durch die kantonale Struktur, ebenfalls keine einheitliche Lehrerfortbildungsstruktur, jedoch ein klares Lehrerberufsbild, das vom Schweizerischen Lehrerverband (LCH) formuliert wurde. Dieses Berufsbild beschreibt Lehrer als Personen, die u. a. sich durch Weiterbildung selbstverantwortlich weiterentwickeln.

## Österreich
Lehrerfortbildung in Österreich wird zu einem großen Teil über Pädagogische Hochschulen in den verschiedenen Bundesländern organisiert.
Dabei werden für jedes Fach verschiedene Didaktikkurse angeboten, die auf spezielle Situationen im und um den Unterricht abzielen.

### Deutsche Landesinstitute
- Akademie für Lehrerfortbildung und Personalführung Bayern
- Institut für Qualitätsentwicklung an Schulen Schleswig-Holstein
- Institut für Qualitätsentwicklung Mecklenburg-Vorpommern
- Landesamt für Schule und Bildung Sachsen
- Landesinstitut für Pädagogik und Medien Saarland
- Landesinstitut für Schule (Bremen)
- Landesinstitut für Lehrerbildung und Schulentwicklung Hamburg
- Landesinstitut für Schule und Medien Berlin-Brandenburg
- Landesinstitut für Schulqualität und Lehrerbildung Sachsen-Anhalt
- Hessische Lehrkräfteakademie
- Niedersächsisches Landesinstitut für schulische Qualitätsentwicklung
- Pädagogisches Landesinstitut Rheinland-Pfalz
- Qualitäts- und Unterstützungsagentur – Landesinstitut für Schule NRW
- Thüringer Institut für Lehrerfortbildung, Lehrplanentwicklung und Medien (ThILLM)
- Zentrum für Schulqualität und Lehrerbildung (ZSL) Baden-Württemberg

### Sonstige
- Chemielehrerfortbildung